# Het snuggere snijdertje

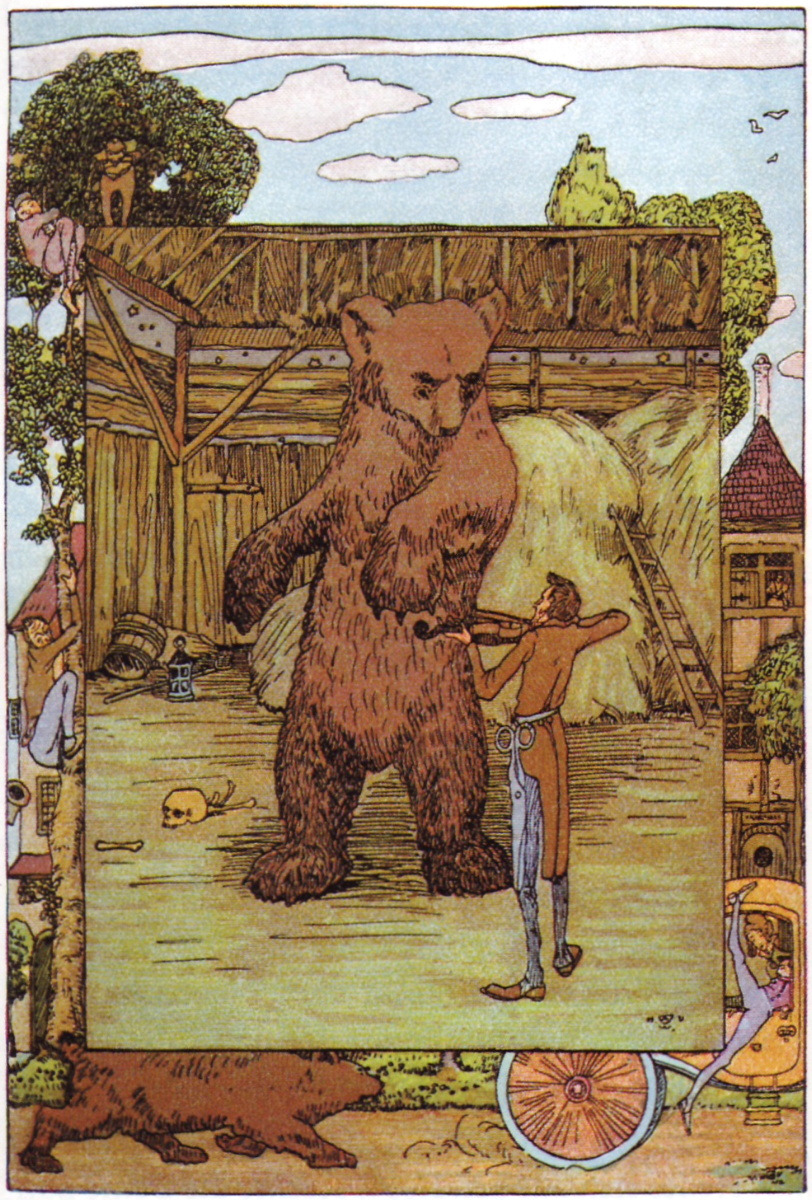
Illustratie van Heinrich Vogeler

Het snuggere snijdertje is een sprookje uit Kinder- und Hausmärchen, de verzameling van de gebroeders Grimm, met als nummer KHM114. De oorspronkelijke naam is Vom klugen Schneiderlein.

## Het verhaal
Een trotse prinses geeft vrijers een raadsel op en stuurt hen weg als ze het niet kunnen oplossen. Degene die haar raadsel oplost, mag met haar trouwen. Er komen drie kleermakers bijeen en de derde is een spring-in-het-veld die nergens voor deugt. De andere twee willen dat hij thuis blijft, maar hij gaat toch mee en ze dienen zich aan bij de prinses. Het raadsel is: ik heb haren in twee verschillende kleuren op mijn hoofd; welke kleuren zijn dat. De eerste antwoordt zwart en wit, zoals peper- en zoutkleurig haar. De tweede zegt bruin en rood zoals de zondagse jas van zijn vader. Dit is ook fout en de derde zegt dat het om een zilveren en gouden haar gaat.
De prinses schrikt en wil dat de man bij een beer in de stal gaat overnachten, als hij de volgende dag nog leeft zal het huwelijk plaatsvinden. Het kleermakertje pakt walnoten en bijt ze open, als de beer dit ziet wil hij ook een walnoot. De kleermaker geeft stenen aan de beer en deze kan ze niet open krijgen en vraagt de kleermaker het voor hem te doen. Die laat nogmaals zien hoe hij een noot openbreekt, maar geeft de beer weer stenen. Opnieuw krijgt de beer de steen niet open en de kleermaker speelt op zijn viool. De beer gaat dansen en vraagt of hij ook vioolspelen mag. De kleermaker wil het wel leren, maar eerst moeten de nagels van de beer geknipt worden. Hij legt de klauw van de beer in een bankschroef en draait deze aan.
De kleermaker gaat slapen en de prinses hoort de beer vreselijk brommen. Ze denkt dat de kleermaker dood is en de volgende ochtend ziet ze hem staan in de stal en ze gaat met hem trouwen. Ze rijden in een koets naar de kerk en de andere twee kleermakers gaan naar de stal en schroeven de beer los. De woedende beer rent achter de koets aan en de prinses wordt bang. De kleermaker steekt zijn benen uit het raam en roept tegen de beer dat dit een bankschroef is. De beer ziet het en draait om, hij rent weg en de kleermaker trouwt met de prinses. Hij is zo gelukkig als een leeuwerik en wie dit niet gelooft moet een daalder betalen.

## Achtergronden bij het verhaal
- Het sprookje komt uit Hessen.
- Dit sprookje is geschreven in de trant van De wonderlijke speelman (KHM20).
- In het sprookje gaat het over het eerstgeboorterecht en matrilokaliteit, zie ook matrilineariteit.
- Het karakter van de kleermaker lijkt erg op die in De twee reisgezellen (KHM107).
- Het vastklemmen gebeurt ook in De wonderlijke speelman (KHM8) en Sneeuwwitje en Rozerood (KHM161).
- Het grappige einde, wat de toehoorder weer terugbrengt in de normale wereld, komt vaak voor in de volkstraditie. Zie ook Het aardmanneke (KHM91), De twee koningskinderen (KHM113), en De zes dienaren (KHM134).
- Een opgegeven raadsel was vroeger meer dan amusement, denk ook bijvoorbeeld aan het Bijbelverhaal over Simson en de Odinsvraag. Het raadsel speelt een grote rol in Vafþrúðnismál (het lied van Vafthrudnir uit de Edda). Het speelt ook in andere sprookjes een rol, zoals in Het raadsel (KHM22), Repelsteeltje (KHM55), Hans viert bruiloft (KHM84), De verstandige boerendochter (KHM94), Dokter Alwetend (KHM98), De volleerde jager (KHM111), De duivel en zijn grootmoeder (KHM125), De zes dienaren (KHM134), Het herdersjongetje (KHM152) en Raadselsprookje (KHM160). Zie ook Het raadsel, een volksverhaal uit Suriname.